# Mabrya geniculata
Mabrya geniculata là một loài thực vật có hoa trong họ Mã đề. Loài này được (B.L. Rob. & Fernald) Elisens mô tả khoa học đầu tiên năm 1985.